# François Levaillant

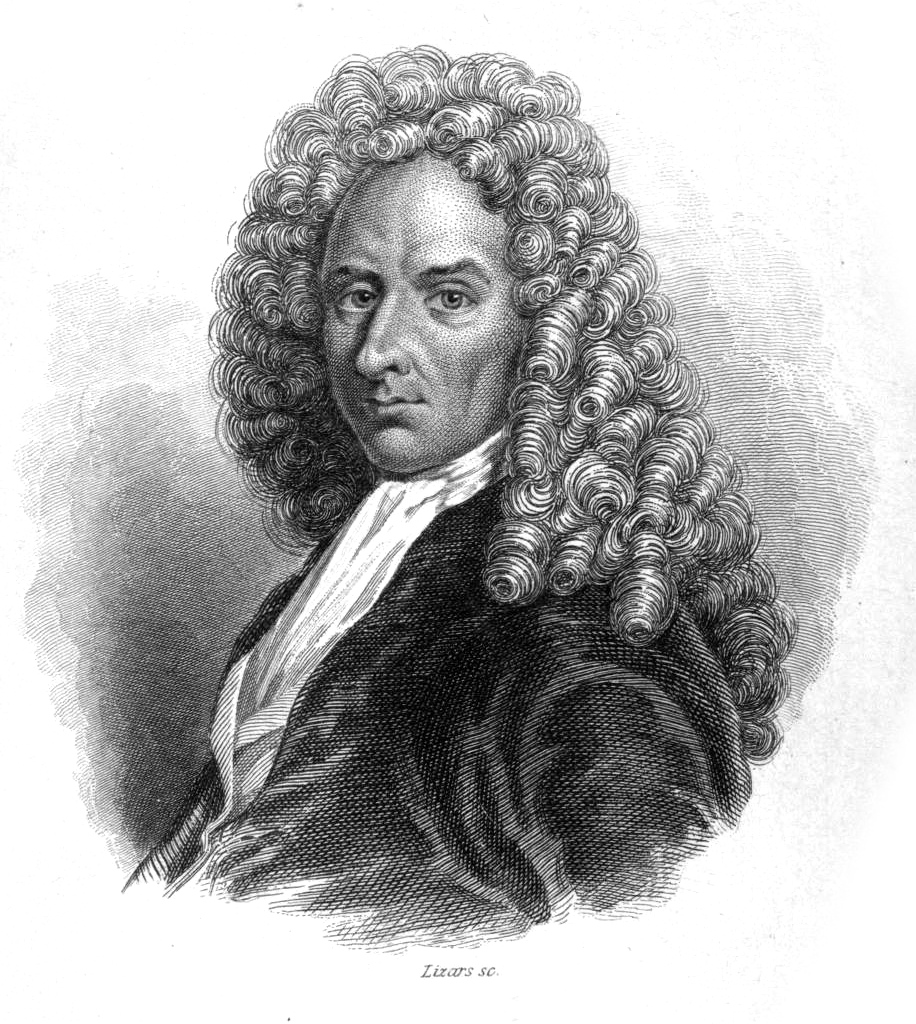

François Levaillant (mais tarde na vida como Le Vaillant) (6 de agosto de 1753 - 22 de novembro de 1824) foi um autor, explorador, naturalista, coletor zoológico, e ornitólogo francês. Ele descreveu muitas novas espécies de aves com base na coleção que ele fez na África e várias aves são nomeados após ele. Ele estava entre os primeiros a usar placas de cor para ilustrar aves e se opôs ao uso de nomenclatura binomial introduzida por Linnaeus, preferindo usar nomes franceses descritivos.